# Shahjahanpur
Shahjahanpur là một thành phố và là nơi đặt ban đô thị (municipal board) của quận Shahjahanpur thuộc bang Uttar Pradesh, Ấn Độ.

## Địa lý
Shahjahanpur có vị trí 27°53′B 79°55′Đ / 27,88°B 79,92°Đ Nó có độ cao trung bình là 144 mét (472 feet).

## Nhân khẩu
Theo điều tra dân số năm 2001 của Ấn Độ, Shahjahanpur có dân số 297.932 người. Phái nam chiếm 55% tổng số dân và phái nữ chiếm 45%. Shahjahanpur có tỷ lệ 43% biết đọc biết viết, thấp hơn tỷ lệ trung bình toàn quốc là 59,5%: tỷ lệ cho phái nam là 51%, và tỷ lệ cho phái nữ là 33%. Tại Shahjahanpur, 18% dân số nhỏ hơn 6 tuổi.